# Flughafen Izmir-Adnan Menderes

i8
i11
i13
Der Flughafen Izmir-Adnan Menderes (türkisch İzmir Adnan Menderes Havalimanı, IATA-Code: ADB, ICAO-Code: LTBJ) ist ein internationaler Flughafen bei Izmir in der Türkei.
Der Flughafen ist, gemessen am Passagieraufkommen, nach den beiden Istanbuler Flughäfen, Antalya und Ankara der fünftgrößte Flughafen der Türkei.

## Lage

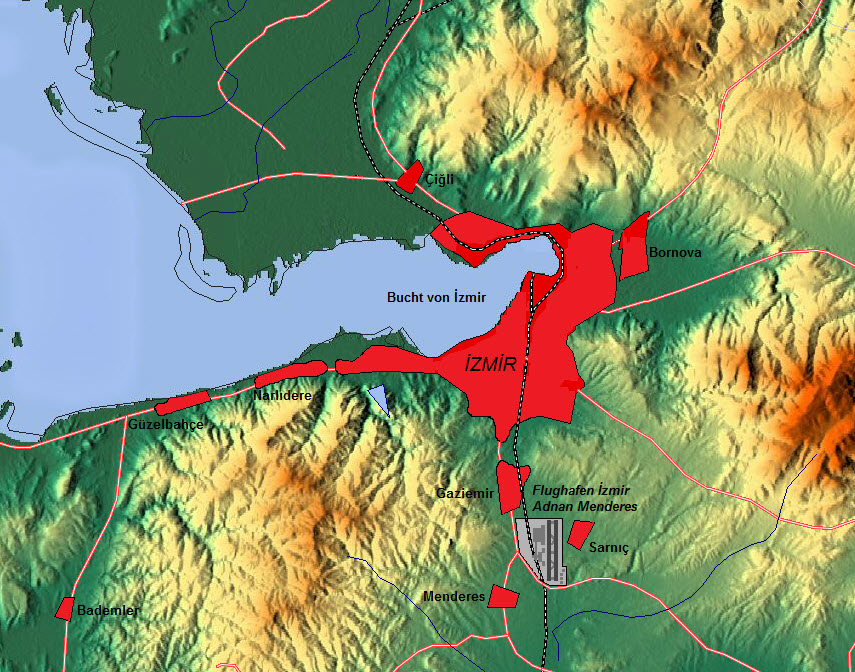
Lage des Flughafens

Der Flughafen befindet sich 18 Kilometer südlich der drittgrößten türkischen Stadt, angrenzend an den Stadtteil Gaziemir. Er liegt 126 m hoch. Südlich des Flughafens befindet sich Menderes (früher Cumaovası) und östlich liegt Sarnıç.
Der Flughafen Adnan Menderes bedient neben der Hafenstadt Izmir auch wichtige Touristenziele wie Kuşadası, Selçuk (Ephesus), Çeşme, Bergama (Pergamon) und Didim (Didyma). Die antike Stadt Ephesus befindet sich etwa 60 Kilometer südlich des Flughafens in der Nähe von Selçuk, die antike Stadt Pergamon 80 Kilometer nördlich von Izmir.

## Verkehrsanbindung

### Straße
Der Flughafen ist vom Stadtzentrum Izmir aus über die Schnellstraße 550, die Europastraße E87 und über die Izmir-Aydın-Denizli Autobahn erreichbar.
Ein Busshuttle der Havaş verkehrt stündlich vom Stadtzentrum Alsancak und von Mavişehir zum Flughafen. Der Abfahrtspunkt in Alsancak ist das Efes Hotel und in Mavişehir das Sporthalle Sports International. Außer diesen Abfahrtspunkten werden auf dem Weg zum Flughafen keine Passagiere aufgenommen. Die Fahrt vom Flughafen nach Mavişehir führt über Gaziemir, Karabağlar, Yeşildere, Kahramanlar, Basmane, Çankaya, das Efes Hotel, Karşıyaka und Bostanlı. Die Fahrt dauert ca. 70 Minuten.
Eine günstigere Alternative sind die Stadtbuslinien 200, 202, 204 und 206 der Verkehrsgesellschaft ESHOT. Die Busse halten an beiden Terminals. Ein- und Aussteigen kann man an jeder Haltestelle. Die Haltestelle am internationalen Terminal befindet sich links vom Ausgang für ankommende Passagiere. Diese ist mit ESHOT gekennzeichnet und mit den Abfahrtszeiten versehen. Am günstigsten fährt man mit den Stadtbussen wenn man im Besitz einer „İzmirimKart“ ist. Man kann jedoch auch eine 3-Fahrten-Karte beim Fahrer kaufen.

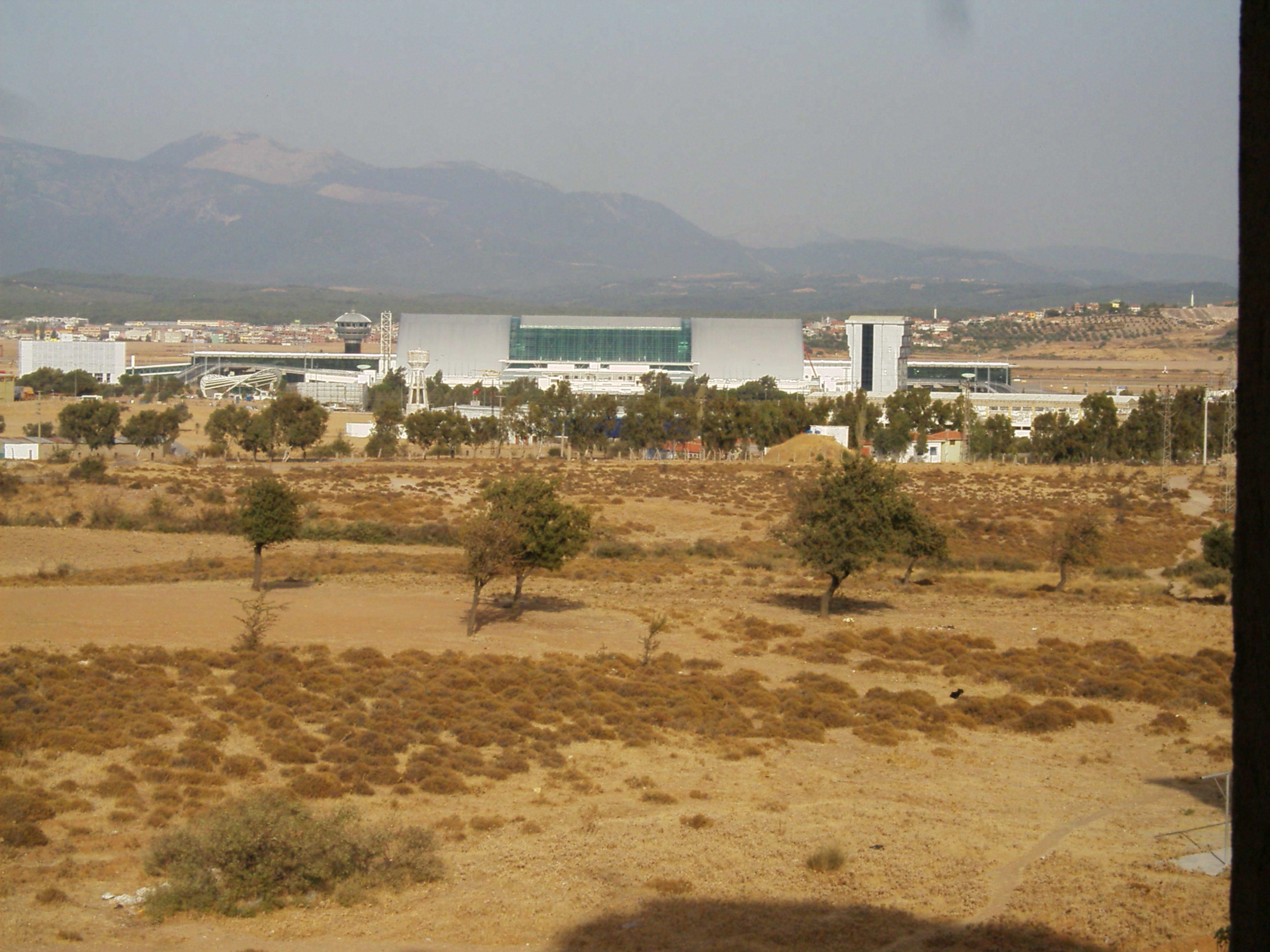
Internationales Terminal Flughafen Izmir

- Linie 200: Flughafen – Mavişehir (über Gaziemir, Karabağlar, Bayraklı, Karşıyaka und Bostanlı)
- Linie 202: Flughafen – Cumhuriyet Meydanı (über F. Altay-Üçkuyular, Güzelyalı, Göztepe und Konak)
- Linie 204: Flughafen – Otogar (über die Metrostation Bornova zum Busbahnhof)
- Linie 206: Flughafen – Şirinyer (über Dokuz Eylül Universität, Buca)

Darüber hinaus sind an beiden Terminals Taxis vorhanden.

### Schiene

Die Flughafen-Station Adnan Menderes Havalimanı an der grünen S-Bahnlinie im S- und U-Bahnplan von Izmir

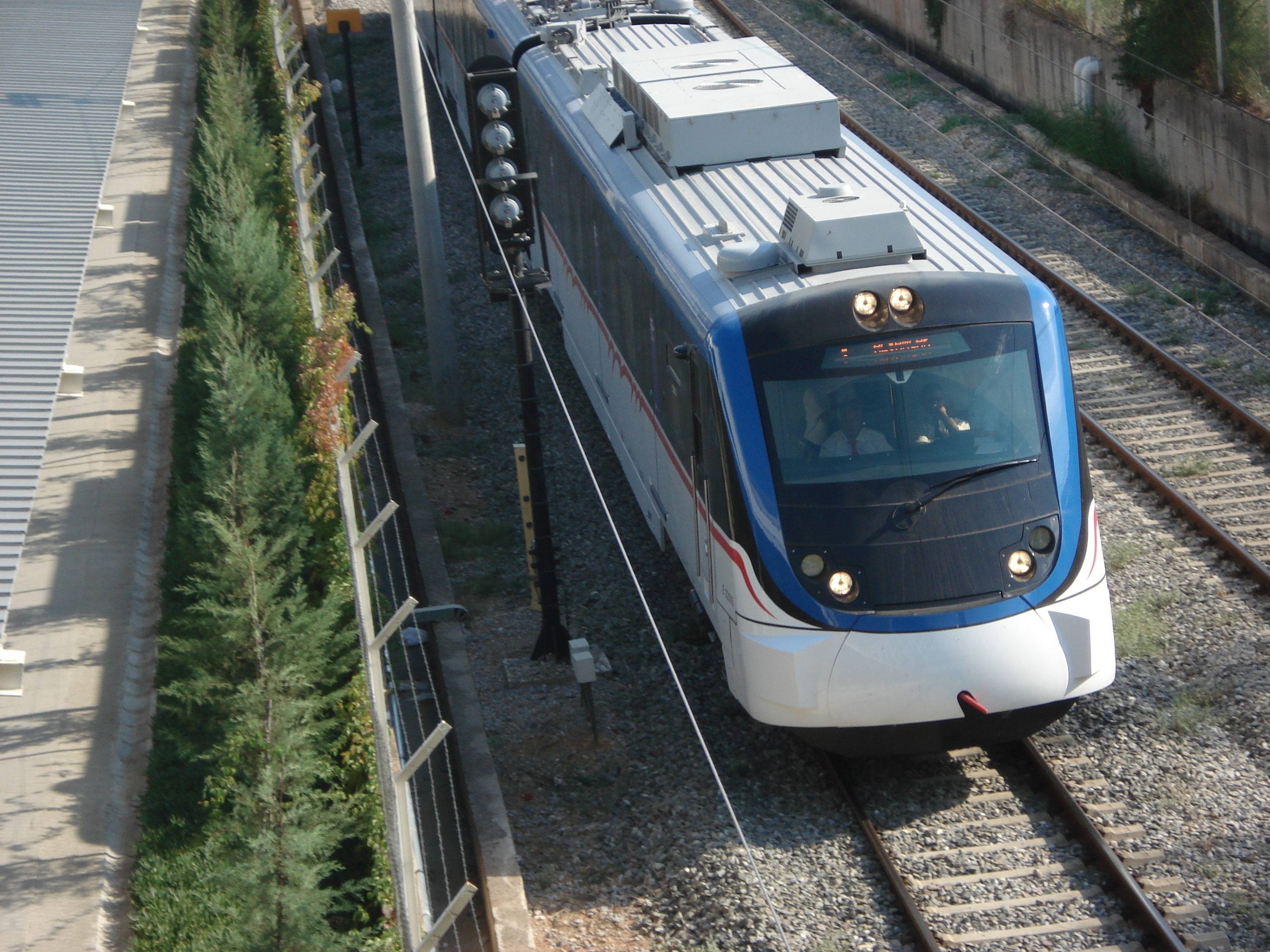
S-Bahn Izmir (İZBAN) am Flughafen Adnan Menderes (Baureihe E22000 des spanischen Herstellers CAF)

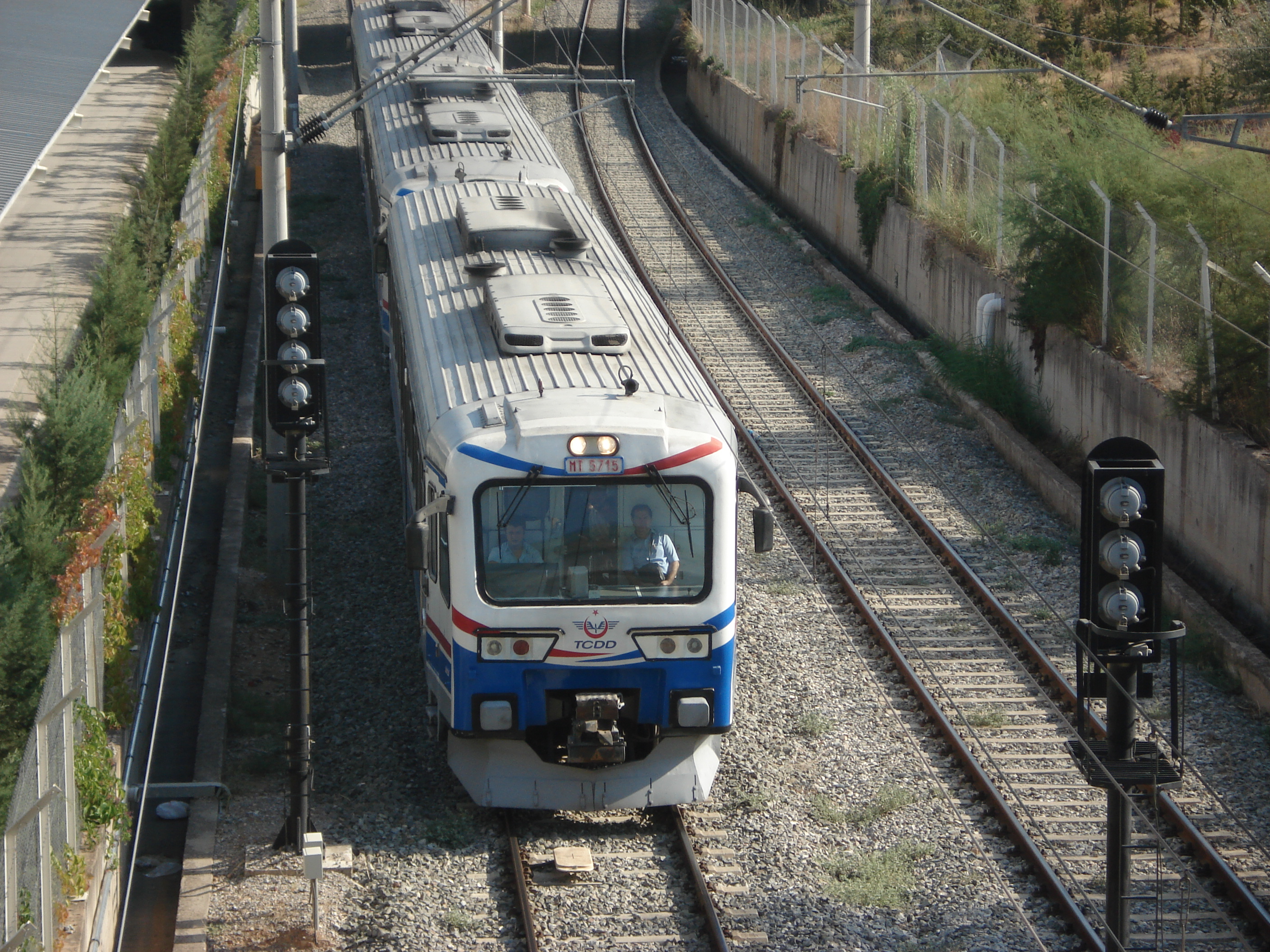
Regionalzug aus Ödemiş am Flughafen Adnan Menderes (Baureihe Fiat MT5700)

Der Flughafen liegt an der Bahnstrecke nach Ödemiş, Tire, Söke und Denizli. Der Flughafen-Bahnhof Adnan Menderes befindet sich vor dem Inlandsterminal und ist vom internationalen Terminal aus über Gehwege mit Laufbändern zu erreichen.

#### S-Bahn Izmir (İZBAN)
Die erste Linie der S-Bahn Izmir (İZBAN) hält am Flughafen. Sie fährt im 10- bis 15-Minuten-Takt in Richtung Tepeköy und entgegengesetzt über Gaziemir, Şirinyer und Halkapınar ins Stadtzentrum Alsancak und über Bayraklı, Karşıyaka, Çiğli, Menemen weiter nach Aliağa. An den Stationen Halkapınar und Hilal kann man zur Metro (Izmir Metro) umsteigen. Von vielen Bahnhöfen der Linie hat die Möglichkeit zu vielen anderen ESHOT Stadtbuslinien umsteigen. Die Fahrt ins Stadtzentrum Alsancak dauert 30 Minuten und ist günstiger als mit dem Busshuttle (Havaş). Bis nach Aliağa beträgt die Fahrtdauer 1 Stunde und 36 Minuten.

#### Regionalzüge
Die Regionalzüge der staatlichen Eisenbahngesellschaft TCDD (Türkiye Cumhuriyeti Devlet Demiryolları) von/nach Ödemiş (über Torbalı und Bayındır), Tire (über Torbalı und Bayındır), Söke (über Torbalı, Tepeköy und Selçuk-Ephesus), Aydın (über Torbalı, Tepeköy und Selçuk-Ephesus), Nazilli (über Torbalı, Tepeköy, Selçuk-Ephesus und Aydın) und Denizli (über Torbalı, Tepeköy, Selçuk-Ephesus, Aydın und Nazilli) halten am Flughafen-Bahnhof Adnan Menderes. Alle Regionalzüge fahren in Izmir zum Bahnhof Basmane. Hier gibt es eine Umsteigemöglichkeit zur Metro (Izmir Metro).
 Die Fahrt nach Selçuk-Ephesus dauert ungefähr 50 Minuten. Die Züge von/nach Ödemiş und Tire halten am Ende des Bahnsteiges in Richtung Cumaovası an einem niedrigeren Bahnsteig.

## Geschichte
Anfang der 1970er Jahre wurde der zivile Flugbetrieb in Izmir vom Cumaovası-Airport, der sich am Standort des heutigen Flughafens befand, abgewickelt. Der Cumaovası-Airport war im Vergleich zum heutigen Adnan-Menderes-Flughafen flächenmäßig deutlich kleiner und wurde mit der Zeit für den zivilen Flugbetrieb unzureichend. Aufgrund dessen wurde beschlossen den zivilen Flugbetrieb auf den nördlich von Izmir gelegenen und militärisch genutzten Çiğli-Kaklɩç-Flughafen zu verlegen. Von da an wurde der Çiğli-Kaklɩç-Flughafen militärisch und zivil genutzt. Der zivile Flugbetrieb am Cumaovası-Airport wurde eingestellt.
Anfang der 1980er Jahre wurde beschlossen für Izmir am Standort des Cumaovası Airports einen neuen zivilen Flughafen zu bauen. Hierzu wurde der alte und deutlich kleinere Flughafen flächenmäßig vergrößert und komplett neu errichtet. Die Bauarbeiten für den neuen Flughafen begannen am 29. Mai 1984. Im Oktober 1987 wurde der neue internationale Flughafen mit dem Namen „Adnan Menderes“ eröffnet und der zivile Flugbetrieb wieder nach Süden von Izmir verlegt. Der Çiğli-Kaklɩç-Airport wird seit Eröffnung des Adnan-Menderes-Flughafens nur noch militärisch genutzt.
Der Flughafen ist nach dem ehemaligen türkischen Ministerpräsidenten Adnan Menderes benannt, der unter anderem aufgrund der „Organisation antigriechischer Ausschreitungen im Jahre 1955“ als einer der Hauptverantwortlichen nach dem Pogrom von Istanbul hingerichtet wurde.

## Betreibergesellschaft
Im Mai 2005 hat die TAV Airports Holding den Zuschlag zum Bau und Betrieb des internationalen Terminals bekommen. Die Baukosten für den Gebäudekomplex sowie für das Parkhaus betrugen rund 125 Millionen €. Das neue internationale Terminal wurde von der TAV Airport Holding acht Monate vor dem eigentlichen Fertigstellungstermin am 13. September 2006 eröffnet.
Am 17. November 2011 hat die TAV Airport Holding mit einem Angebot von 610 Millionen Euro (zzgl. Steuern) auch den Zuschlag zum Bau und Betrieb des Inlandterminals bekommen. Somit wird die TAV Airport Holding den Adnan Menderes Flughafen bis zum Jahr 2032 betreiben. An Stelle des alten Inlandterminals soll mit einer Investition von 250 Millionen Euro ein neues gebaut werden.
Die Havaş (Havaalanları Yer Hizmetleri A.Ş) übernimmt das Ground Handling am Flughafen Izmir. Im Juli 2005 hat TAV Airport Holding einen Anteil von 60 Prozent an Havaş übernommen; 40 Prozent werden von Swissport gehalten.

## Ausstattung des Flughafens
Der Flughafen Izmir Adnan Menderes verfügt über zwei parallele 3240 Meter lange und 45 Meter breite Start- und Landebahnen. Ein gleichzeitiger Betrieb ist jedoch aufgrund des geringen Abstandes nicht möglich. Es wird hauptsächlich die Start- und Landebahn 16L/34R benutzt. Die Startbahn 16R/34L kommt nur bei Notfällen bzw. bei Wartungsarbeiten zum Einsatz. Für die Starts und Landungen bei Dunkelheit und bei Nebel verfügen die Start- und Landebahnen über eine Befeuerung und ILS der Kategorie CAT II.
Das Vorfeld ist in 114.400 m², 146.730 m² und 26.400 m² große Bereiche unterteilt und hat eine Kapazität von 34 Flugzeugen.
Die Flughafen-Feuerwehr verfügt über insgesamt 13 Einsatzfahrzeuge, darunter sechs Lösch- und vier Rettungsfahrzeuge. Sie entspricht den Anforderungen der ICAO-Kategorie (Internationale Zivile Luftfahrt Organisation) CAT 9.

## Terminals
Der Flughafen verfügt neben dem internationalen Terminal auch über zwei Terminals für Inlandsflüge und für die Ankunft von Passagieren ohne aufgegebenes Gepäck. Die Terminals sind baulich voneinander getrennt. Die Verbindung zwischen den Terminals sowie des Flughafen-Bahnhofs werden über Gehwege mit Laufbändern gewährleistet.

### Internationales Terminal
Das auf 107.699 m² erbaute internationale Terminal wurde am 13. September 2006 eröffnet und hat eine Kapazität von fünf Millionen Passagieren pro Jahr. Es verfügt über neun Fluggastbrücken und acht Gates für das Boarding mit Vorfeldbussen. In der 5354 m² großen Abfertigungshalle befinden sich 66 Check-in-Schalter und Verkaufs- bzw. Informationsstände diverser Fluggesellschaften. Für die Passkontrollen stehen für ankommende Passagiere 16 Schalter und für Abfluggäste 18 Schalter zur Verfügung. In der Abfertigungshalle sowie im sicherheitsüberprüften Bereich (nach der Passkontrolle) sind auf einer insgesamt 4891 m² großen Fläche diverse Einkaufs- und Gastronomieangebote vorhanden. Der insgesamt 6606 m² große Duty-Free-Bereich steht für ankommende Passagiere in Nähe der Gepäckaufnahme und für Abfluggäste im sicherheitsgeprüften Bereich nach der Passkontrolle zur Verfügung.
Das internationale Terminal bietet auf einer Fläche von 69.000 m² ein Parkhaus für 2231 Autos und eine Parkmöglichkeit für 80 Busse.
Das internationale Terminal und das dazugehörende Parkhaus wurde im September 2007 in Luxemburg mit dem europäischen Stahlbaupreis – European Steel Design Award ausgezeichnet. Der „European Steel Design Award“ wird alle zwei Jahre durch die „European Convention for Constructional Steelwork“ verliehen.

### Inlandsterminal
Das alte und erste Terminal des Flughafens mit einer Grundfläche von 28.500 m² dient nach dem Bau des neuen internationalen Terminals als Inlandsterminal und hat eine Kapazität von vier Millionen Passagieren pro Jahr. Der Umbau und die Modernisierung des Terminals erfolgte im Jahr 2006 durch den Flughafenbetreiber TAV Airports Holding. Die Kosten betrugen rund zwölf Millionen $. Das Terminal verfügt über sechs Fluggastbrücken und 38 Check-in-Schalter. Im Terminal sind diverse Einkaufs- und Gastronomieangebote vorhanden.
Hier stehen nochmals Parkmöglichkeiten für 1005 Fahrzeuge auf einer Fläche von 30.697 m² zur Verfügung.
Das Inlandsterminal mit einer Kapazität von vier Millionen Passagieren/Jahr ist aufgrund der rasant steigenden Passagierzahlen deutlich überlastet. Ende 2011 wurde dieses Terminal von 6.078.477 Passagieren genutzt. Aufgrund dessen soll nun dieses Terminal abgerissen und an gleicher Stelle ein neues Inlandsterminal gebaut werden. Die TAV Airport Holding hat am 17. November 2011 den Zuschlag zum Bau und Betrieb des Inlandsterminals bis zum Jahr 2032 erhalten und wird mit einer Investition von 250 Millionen Euro ein neues Terminal errichten. Der Übergang vom internationalen Terminal zum neuen Inlandsterminal soll durch eine Brücke gewährleistet werden. Für den Bau des neuen Terminals werden die Inlandspassagiere ab dem 2. Januar 2012 im Internationalen Terminal abgefertigt.

## Fluggesellschaften und Ziele
Vom internationalen Flughafen Izmir Adnan Menderes werden überwiegend innertürkische und europäische sowie asiatische Ziele angeflogen. 2009 wurde der Flughafen von insgesamt 69 Fluggesellschaften genutzt. 
Aus deutschsprachigen Ländern werden Flughafen München, saisonal Flughafen Köln/Bonn, Hannover und Flughafen Stuttgart, ab Düsseldorf, Stuttgart, Flughafen Basel-Mülhausen, Flughafen Berlin-Tegel, Flughafen Hamburg, Flughafen Münster/Osnabrück, Flughafen Nürnberg, Flughafen Wien, Flughafen Zürich und Frankfurt.
Izmir war Heimatflughafen der bankrotten İzmir Airlines und Drehkreuz von Sunexpress. Es werden bis zu 17 türkische Ziele angeflogen. Neben diesen Fluggesellschaften wird Izmir auch von zahlreichen anderen türkischen Fluggesellschaften angeflogen. Neben diesen türkischen Fluggesellschaften haben auch viele ausländische Fluggesellschaften Izmir an ihre jeweiligen Drehkreuze angebunden. Das Flugaufkommen ist in der Sommerzeit aufgrund des erhöhten Tourismus größer als im Winter.
Der Flughafen kann von jedem Flugzeugtyp angeflogen werden. Die meisten der anfliegenden Flugzeuge gehören jedoch den Typen Boeing 757, Boeing 737 sowie denen der Airbus A320-Familie an. Bei Fluggesellschaften aus Russland und dem Iran kommen meistens Flugzeuge des Typs Tupolew Tu-154 und – seltener – Iljuschin Il-86 zum Einsatz. Für den Frachtverkehr wird der Flughafen öfters auch von Großraumflugzeugen des Typs Boeing 747 angeflogen.

## Entwicklung der Verkehrszahlen
| Jahr | Inland     | Veränderung Inland | International | Veränderung International | Gesamt     | Veränderung Gesamt |
| ---- | ---------- | ------------------ | ------------- | ------------------------- | ---------- | ------------------ |
| 2024 | 6.717.620  | ▲ 3,0 %            | 4.794.476     | ▲ 14,9 %                  | 11.512.096 | ▲ 7,7 %            |
| 2023 | 6.517.648  | ▲ 7,4 %            | 4.173.874     | ▲ 10,8 %                  | 10.691.522 | ▲ 8,7 %            |
| 2022 | 6.068.934  | ▲ 5,1 %            | 3.768.176     | ▲ 110,2 %                 | 9.837.110  | ▲ 30,0 %           |
| 2021 | 5.865.427  | ▲ 31,2 %           | 1.804.125     | ▲ 81,3 %                  | 7.669.552  | ▲ 40,3 %           |
| 2020 | 4.459.734  | ▼ 50,7 %           | 999.624       | ▼ 70,1 %                  | 5.459.358  | ▼ 55,9 %           |
| 2019 | 9.047.014  | ▼ 15,3 %           | 3.338.315     | ▲ 22,2 %                  | 12.385.329 | ▼ 7,6 %            |
| 2018 | 10.679.606 | ▲ 2,0 %            | 2.730.772     | ▲ 16,2 %                  | 13.410.378 | ▲ 4,6 %            |
| 2017 | 10.474.760 | ▲ 5,2 %            | 2.349.550     | ▲ 12,1 %                  | 12.824.310 | ▲ 6,4 %            |
| 2016 | 9.955.167  | ▲ 4,3 %            | 2.096.076     | ▼ 20,4 %                  | 12.051.243 | ▼ 1,0 %            |
| 2015 | 9.545.443  | ▲ 13,8 %           | 2.632.657     | ▲ 2,0 %                   | 12.178.100 | ▲ 11,0 %           |
| 2014 | 8.390.425  | ▲ 8,2 %            | 2.580.238     | ▲ 4,1 %                   | 10.970.663 | ▲ 7,2 %            |
| 2013 | 7.753.983  | ▲ 11,6 %           | 2.479.157     | ▲ 2,8 %                   | 10.233.140 | ▲ 9,4 %            |
| 2012 | 6.945.044  | ▲ 13,4 %           | 2.410.858     | ▲ 0,5 %                   | 9.355.902  | ▲ 9,8 %            |
| 2011 | 6.125.076  | ▲ 14,3 %           | 2.398.457     | ▲ 12,7 %                  | 8.523.533  | ▲ 13,9 %           |
| 2010 | 5.357.610  | ▲ 18,2 %           | 2.127.488     | ▲ 27,6 %                  | 7.485.098  | ▲ 20,7 %           |
| 2009 | 4.534.339  | ▲ 20,7 %           | 1.667.455     | ▼ 1,8 %                   | 6.201.794  | ▲ 13,7 %           |
| 2008 | 3.757.891  | ▲ 3,4 %            | 1.697.407     | ▲ 6,0 %                   | 5.455.298  | ▲ 4,2 %            |
| 2007 | 3.635.414  | –                  | 1.600.890     | –                         | 5.236.304  | ▲ 18,7 %           |
| 2006 | –          | –                  | –             | –                         | 4.411.034  | ▲ 20,5 %           |
| 2005 | –          | –                  | –             | –                         | 3.660.586  | ▲ 24,4 %           |
| 2004 | –          | –                  | –             | –                         | 2.942.281  | ▲ 25,9 %           |
| 2003 | –          | –                  | –             | –                         | 2.337.749  | ▼ 6,1 %            |
| 2002 | –          | –                  | –             | –                         | 2.489.392  | –                  |

## Sicherheit
Für die Sicherheit der Passagiere und des Luftbetriebes am Flughafen Adnan Menderes sorgen die türkische Polizei und das Militär. Für die Flughafenanlagen ist die Polizei zuständig. Die Außenzäune des Flughafengeländes werden jedoch vom Militär überwacht und gesichert.

## Zwischenfälle
- Am 26. Januar 1974 kam es beim Start einer Fokker F28 Fellowship 1000 der Turkish Airlines (Luftfahrzeugkennzeichen TC-JAO) am Flughafen Cumaovası zu einem schweren Unfall. In acht bis zehn Meter Höhe kam es zu einem Strömungsabriss, die Maschine drehte sich plötzlich nach links und stürzte 100 Meter von der Piste entfernt ab. Von den 73 Insassen kamen 66 ums Leben. Die Maschine sollte nach İstanbul-Atatürk fliegen. Unfallursachen waren zu starkes Rotieren (Anheben der Nase) und Raureif auf den Tragflächen.[7]

- Am 2. Januar 1988 wurde 19 Kilometer vom Flughafen entfernt eine aus Stuttgart kommende Boeing 737-200 der deutschen Charterfluggesellschaft Condor (D-ABHD) im Anflug auf den Flughafen Izmir Adnan Menderes in einen Berg geflogen. Die Maschine zerbrach in mehrere Teile und brannte aus. Alle 16 Menschen an Bord kamen ums Leben, elf Passagiere und fünf Besatzungsmitglieder. Als Ursache wurden Navigationsfehler der Piloten und vor allem deren mangelhafte Koordination angegeben (siehe auch Condor-Flug 3782).[8]